# フレクサトーン
フレクサトーン（flexatone）は、体鳴楽器に分類される打楽器のひとつ。

## 概要
手のひらほどの大きさの薄い鋼の両面に、斜めに棒が取り付けてあり、その先に小さな金属の珠が付いている。楽器を振ると、この球が鋼にあたって、鋼が音を出す。
鋼の一端は金属棒の枠につながっており、つながっていない方の枠の部分を手で持つ。同じ側の鋼の端を、枠を持った手の指で圧して曲げることによって、音の高さを変えることができる。
音は書き表しがたいが、あえていえば「ヒュヨヨヨヨヨーン」といったような、甲高い、特徴的な音である。

## 主な使用例

### クラシック音楽
- アルノルト・シェーンベルク：モーゼとアロン（未完）
- ドミートリイ・ショスタコーヴィチ：「南京虫」op.19
- ドミートリイ・ショスタコーヴィチ：「哀れなコロンブス」フィナーレop.23（一部の主要メロディをソロで担当している。）
- アラム・ハチャトゥリアン：ピアノ協奏曲変ニ長調（省略されることも多い）

### ポピュラー音楽
- ロニー・ロウズ（英語版）、サイド・エフェクト（英語版）、インコグニート：オールウェイズ・ゼア（英語版） - ファンクミュージック
- キング・クリムゾン：「イージー・マネー」(アルバム「太陽と戦慄」収録)
- スピッツ：「ガラクタ」

### 吹奏楽曲
- ナイジェル・ヘス：イーストコーストの風景 第3楽章「ニューヨーク」
- ヤン・ヴァン・デル・ロースト：アマゾニア 第1楽章
- 八木澤教司：地底都市カッパドキア〜妖精の宿る不思議な岩
- 八木澤教司：モアイ〜太陽を見つめる七体の巨像
- 田村文生：残酷メアリー
- 日景貴文：ビスマス・サイケデリア I - 第67回（2019年）全日本吹奏楽コンクール課題曲Ⅴ

### アニメ音楽
- テレビアニメ：「ドロロンえん魔くん」主題歌
- テレビアニメ：「ドラゴンボール」劇中音楽
- テレビアニメ：「美味しんぼ」劇中音楽
- テレビアニメ：「ブロッカー軍団IVマシーンブラスター」主題歌
- 渡辺宙明：「勝利だ! アクマイザー3」（「アクマイザー3」OP）
- 久石譲：オーケストラストーリーズ「となりのトトロ」
- 放課後ティータイム：「Utauyo!!MIRACLE」（「けいおん!!」OP）

### 劇中の効果音
- テレビアニメ：「機動戦士ガンダム」劇中でニュータイプと呼ばれる者たちが何かを感じた時の効果音に使用されている[1]
- クイズ番組：「パネルクイズ アタック25」 出場者が間違えるとホーンの呼び声に続いてフレクサトーンが入ってくる[2]。

## 類似の楽器
同じように薄い鋼を曲げて音の高さを変える楽器に、ミュージカルソー（ミュージックソー、のこぎり）がある。また、曲げないが、同じように薄い金属を鳴らす楽器に、スチールドラムがある。
両面に球を付けて、楽器を振って音を出す楽器には、でんでん太鼓がある。